# Liqeni i Tiranës
Liqeni i Tiranës – sztuczne jezioro w Albanii, znajdujące się w południowej części stolicy kraju, Tirany. Akwen stanowi centralną część Wielkiego Parku (alb. Parku i Madh), który stanowi rozległy teren rekreacyjny dla mieszkańców miasta i mieści różnorodne atrakcje turystyczne oraz pamiątki historyczne, będąc największym obszarem zieleni w stolicy.

## Historia i hydrologia
Pierwsze wzmianki o obecnym obszarze jeziora pochodzą z XVIII wieku. Wówczas zasiedlali go Wołosi przybyli na przedmieścia Tirany. Pierwsze zmiany urbanistyczne zaszły tutaj wraz z ogłoszeniem Tirany stolicą (1920). W 1925 rejon został objęty planem regulacyjnym nowego centrum autorstwa rzymskiego architekta Armando Braziniego, który ostatecznie nie został w pełni wcielony w życie. Do zagadnienia wrócono w latach 50. XX wieku. Jezioro budowano od 1955 przy udziale ochotników, piętrząc w tym celu kilka okolicznych, niewielkich strumieni. Sama zapora (ziemna) została zrealizowana w latach 1957–1958. Objętość jej korpusu wynosi 110.000 m³, a wysokość od korony do najniższego punktu wykopu to 17 metrów. Długość korony zapory wynosi 600 metrów.

## Rekreacja
Na jeziorze można uprawiać sporty wodne, zwłaszcza kajakarstwo. Istnieją tu też wypożyczalnie rowerów. W okolicy akwenu znajduje się wiele atrakcji historycznych, artystycznych, czy społeczno-kulturalnych, m.in. cerkiew św. Prokopa, Panteon Pamięci Braci Frashëri, amfiteatr, chata „Max Velo”, kamienie pamiątkowe Frashërllinjve, lapidarium „Debatik”, kamień męczenników, cmentarze żołnierzy niemieckich i brytyjskich. Powierzchnia jeziora to 450.000 m².

## Przyroda
Wokół jeziora występują różne gatunki ptaków, np. pokrzewka wąsata, lutniczka zachodnia, puchacz, wróbel skalny, bekasik i rybitwa rzeczna. Spośród innych zwierząt bytują tutaj żółwie, jaszczurki, węże i różne gatunki ślimaków.